# Jaide Stepter Baynes
Jaide Stepter Baynes, née le 25 septembre 1994 à Santa Ana (Californie), est une athlète américaine spécialiste du 400 mètres haies.

## Biographie
Lors des Championnats d'Amérique du Nord, d'Amérique centrale et des Caraïbes d'athlétisme espoirs 2016, elle remporte la médaille d'argent du 400 mètres et la médaille d'or du relais 4 × 400 mètres.
Elle décroche la médaille d'argent du 4 × 400 m mixte lors des Relais mondiaux 2017 et la médaille d'argent du 4 × 400 m féminin lors des Relais mondiaux 2019. Elle est médaillée d'or du 4 × 400 mètres aux Jeux panaméricains de 2019, en compagnie de Lynna Irby, Anna Cockrell et Courtney Okolo.
Lors des championnats du monde 2022, à Eugene, elle participe aux séries du relais 4 × 400 m. Non sélectionnée pour la finale, elle remporte cependant la médaille d'or au même titre que ses coéquipières.

## Palmarès
| Date | Compétition           | Lieu     | Résultat | Épreuve         | Temps                    |
| ---- | --------------------- | -------- | -------- | --------------- | ------------------------ |
| 2022 | Championnats du monde | Eugene   | 1re      | 4 x 400 m       | Participation aux séries |
| 2022 | Championnats NACAC    | Freeport | 1re      | 4 × 400 m       | 3 min 23 s 54            |
| 2022 | Championnats NACAC    | Freeport | 1re      | 4 × 400 m mixte | 3 min 12 s 05            |

## Records
| Épreuve | Temps   | Lieu     | Date           |
| ------- | ------- | -------- | -------------- |
| 400 m   | 50 s 63 | Lausanne | 5 juillet 2018 |